# 水城村
水城村（みずきむら）は、福岡県筑紫郡にあった村である。現在の太宰府市の一部にあたる。

## 歴史
- 1889年（明治22年）4月1日 - 町村制の施行により、御笠郡水城村・国分村・坂本村・観世音寺村・通古賀村・片野村・吉松村・向佐野村・大佐野村の区域をもって水城村が発足。
- 1896年（明治29年）4月1日 - 郡の統合により所属郡が筑紫郡に変更[1]。
- 1949年（昭和24年）5月21日 - 村内に昭和天皇の戦後巡幸。戦災者、引揚者の授産場を視察[2]。
- 1955年（昭和30年）3月1日 - 太宰府町と合併して新制の太宰府町が発足。同日水城村廃止。
- 1982年（昭和57年）4月1日 - 太宰府町が市制施行により太宰府市となる。

## 交通

### 鉄道
- 日本国有鉄道
  - 鹿児島本線
    - （設置駅無し）

水城駅は隣接する大野町に所在。また、都府楼南駅は開業していなかった。
- 西日本鉄道
  - 大牟田線（現・天神大牟田線）
    - 都府楼前駅